# Telltale Games
A Telltale, Incorporated (kereskedelmi neve: Telltale Games) egy független amerikai videójáték-fejlesztő cég volt, amelyet 2004. július 12.-én alapítottak. Székhelye a kaliforniai San Rafaelben volt megtalálható. A cég 2018. október 11-én csődbe ment. A cég 2010-es bevétele 10 000 000 USD (dollár) volt.

## Története
Miután a LucasArts 2004-ben felhagyott a kalandjáték-készítéssel, a fejlesztők egy része más fejlesztőcsapatoknál folytatta ezt a tevékenységet. ilyen cég volt a Telltale Games, a Double Fine Productions, vagy az Autumn Moon Entertainment.
2009-ben viszont a LucasArts bejelentette, hogy a Telltale Games céggel együttműködve, újjáélesztik a LucasArts Monkey Island sorozatát. Ennek eredményeként a LucasArts kiadta a Monkey Island sorozat első és második részének felújított változatát, a Telltale Games pedig megalkotta a Tales of Monkey Island-et.
2018. szeptember 21.-én a Telltale Games bejelentette, hivatalos Twitter oldalán hogy, 255 embert elbocsájtottak.
2019-be az LCG Entertainment megvette a Telltale Games jogait.

## A Telltale Games Ismertebb Videójátékai
- Batman: The Enemy Within (2017 - 2018)
- Guardians of the Galaxy: The Telltale Series (2017)
- Batman: The Telltale Series (2016)
- Minecraft: Story Mode (Season 1: 2015 - 2016) (Season 2: 2017)
- Game Of Thrones (2014 - 2015)
- Tales from the Borderlands (2014 - 2015)
- The Wolf Among Us (2013 - 2014)
- Jurassic Park: The Game (2011)
- Back to the Future: The Game (2010 - 2011)
- Sam & Max játékok (2006 - 2010)
- Tales of Monkey Island (2009)
- The Walking Dead Season 1 (2012)
  - 400 Days (2013)
- The Walking Dead Season 2 (2013-14)
- The Walking Dead Michonne (2016)
- The Walking Dead Season 3: A New Frontier (2016-17)
- The Walking Dead Season 4: The Final Season (2018)
- 7 days to die (2014)